# Sainte-Thérence
Sainte-Thérence é uma comuna francesa na região administrativa de Auvérnia-Ródano-Alpes, no departamento Allier. Estende-se por uma área de 13 km². Em 2010 a comuna tinha 189 habitantes (densidade: 14,5 hab./km²).

## Património
- Castelo de l'Ours